# Retrato de Cooper Penrose
El Retrato de Cooper Penrose es un cuadro pintado por Jacques-Louis David en 1802. Representa a Cooper Penrose, cuáquero irlandés, exitoso hombre de negocios y terrateniente que aprovechó la paz de Amiens para viajar a Francia y hacerse retratar por David en París. Su sobria congregación religiosa lo criticó por sus gustos lujosos. En esta obra, David deja más espacio sobre la cabeza de lo que era común en el retrato francés. 
El retrato, vendido por la importante suma en la época de 5 000 francos oro, forma parte de las colecciones del Timken Museum of Art de San Diego.